# قلعه هرسین
بقایای قلعه هرسین قلعه‌ای مربوط به دوره ساسانیان است که در شهر هرسین در استان کرمانشاه قرار دارد. این اثر در میدان آزادی این شهر، بین خیابان امام خمینی و خیابان فرمانداری، کوچۀ فلاح واقع شده‌است. این اثر در تاریخ ۵ تیر ۱۳۸۴ با شمارهٔ ثبت ۱۱۹۱۳ به‌عنوان یکی از آثار ملی ایران به ثبت رسیده است. بقایای این قلعه در حال حاضر توسط شهرداری هرسین به صورت پارک بسیج این شهر درآمده‌است.

## ویژگی‌ها
قلعۀ هرسین از قلوه‌سنگ و ملاط پی‌ریزی شده‌است. این فلعه در گذشته دارای چهار برج در چهار جهت بوده، اما امروزه تنها برج غربی آن باقی مانده‌است. آب قلعه از طریق دو خط لولۀ سفالی از سرآب هرسین تأمین می‌شده‌است. امروزه بقایای این لوله‌ها که با فاصلۀ زیاد از یکدیگر و به‌صورت مخفیانه وارد قلعه می‌شده‌اند، در خانه‌های اطراف قلعه به چشم می‌خورد. وجود این لوله‌ها این فرضیه را مطرح کرده که ساکنان قلعه در هنگام بروز جنگ و در مواقع اضطرار از قلعه خارج نمی‌شده‌اند.

## تخریب
در هنگام ساخت خیابان امام خمینی هرسین و میدان آزادی این شهر، بخش وسیعی از قلعه با بولدوزر تخریب شد. به گزارش شاهدان در این عملیات عمرانی یک انبار واقع در یکی از گوشه‌های قلعه نیز تخریب شد که حاوی مقادیری گندم سوخته بود.

## اکتشاف
در سال ۱۳۷۶ در جریان حفاری بخشی از خیابان امام خمینی به منظور لوله‌کشی آب، دیواره‌ای ساخته‌شده از سنگ‌های بزرگ در کنار قلعه از زیر خاک بیرون آمد.